# 勸工大樓

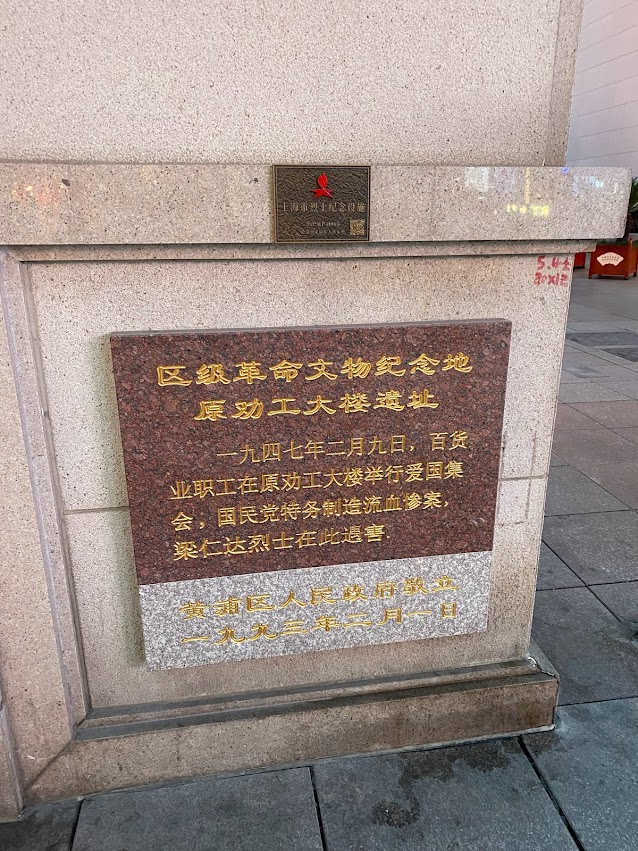
劝工大楼遺址

劝工大楼舊址是位於中華人民共和國上海市黃浦區河南中路以西、山东中路以东的南京东路上的歷史上的一個建築，為三层钢筋水泥结构的楼房，原為中华劝工银行的营业大楼，所以得名劝工大楼。此楼建于1912年，1936年翻建。1946年，該建築發生勸工大樓血案。後來該建築又成為大庆电讯器材商店所在地，三楼原会场走道墙上设置了陈列勸工大樓血案遇難人士事迹和照片的橱窗。1985年1月18日，黄浦区人民政府公布该大楼为区级文物保护单位。同年3月底恢复劝工大楼楼名，并在大楼门口墙上嵌碑纪念。1992年當局拆除劝工大楼建筑，在原址建造上海电子商厦，成為上海电子商厦总公司所在地，當局又在商厦门前的花坛樹立碑文纪念。1999年5月21日，舊址成为首批黄浦区爱国主义教育基地。同年9月，按照南京路步行街的总体规划，在商厦前重新立大理石碑文纪念。